# Garçon pelant un fruit
Garçon pelant un fruit (en italien Ragazzo che monda un frutto), peint vers 1592 ou 1593-94 est l'une des premières œuvres répertoriées de Caravage. Il semble ne plus en exister aujourd'hui que des copies.

## Historique
L'une de ces versions aurait appartenu à Giuseppe Cesari, alias le Cavalier d'Arpin, qui achète des tableaux de Caravage alors que celui-ci n'est pourtant que son élève. Le tableau change toutefois rapidement de mains, puisqu'il entre dans la propriété du cardinal Scipione Borghese en 1607, lorsque celui-ci fait arrêter Cesari pour port d'armes illégal et se saisit de certains de ses biens.
Ce tableau a longtemps été attribué à Murillo, puis à Le Nain avant de revenir à Caravage.

## Description et analyse
Un jeune garçon est représenté de trois-quarts face, légèrement tourné vers la gauche et tenant les yeux baissés sur son travail : il pèle un fruit au couteau et semble très concentré sur sa tâche. C'est aussi de la gauche que vient une source de lumière vive, accentuant la blancheur de la chemise qu'il porte ainsi que la blancheur de sa poitrine découverte par la large échancrure de la chemise. Seul le haut du corps du garçon est visible, ainsi que le bord de table où sont posés quelques autres fruits et une gerbe de blé : le reste du tableau est plongé dans le noir.
Le modèle pourrait être le même que pour la figure de l'ange dans l'Extase de saint François, tableau un peu plus tardif.
Plusieurs fruits sont disposés sur la table : pommes, figues, poires, pêches et prunes. La présence de fruits est d'ailleurs particulièrement récurrente dans les premiers tableaux de genre de Caravage (Le Jeune Bacchus malade en 1593-1594, Les Musiciens en 1595…). Le fruit que le jeune garçon est occupé à peler est assez indistinct, et différents auteurs ont pu évoquer une pomme, une poire, voire une bergamote (Gregori, 1985) ; cette dernière hypothèse est toutefois peu crédible du fait de la couleur sombre du fruit et parce qu'une bergamote n'est pas mangeable telle quelle ; une poire est plus vraisemblable.
Bien qu'il s'agisse d'une des toutes premières œuvres connues de Caravage, on y perçoit déjà des éléments qui seront plus tard caractéristiques de son style : un contraste net, presque violent entre l'ombre et la lumière ; une pose naturelle ; un traitement sensuel des fruits ainsi que du corps. De la même façon, le spectateur y perçoit la même ambigüité qui transparaîtra dans de nombreux tableaux ultérieurs de Caravage : s'agit-il d'un portrait ou d'un tableau de genre ?

## Versions connues
Parmi les versions les plus proches de l'original perdu, une bonne copie est conservée dans une collection privée à Tokyo (65 × 52 cm), une autre chez Dickinson Group à Londres (64,2 × 51,4 cm) provenant de la vente aux enchères Phillips à Londres, le 10 décembre 1996, lot 67 ; une autre dans une collection privée romaine (75,5 × 64,4 cm) issue de la collection de Tiberio Borghese. Une autre version serait conservée à la villa Il Tasso de Florence de la Fondation Roberto Longhi. Bon nombre de copies exécutées par d'autres mains existent également, comme pour les versions de Mario Minniti ou de Bernardino Cesari.